# 과들루프 성모 학교 대 모리세이-베루 소송
우리 과들루프의 여인 학교 대 모리세이-베루 미국 591권(2020년)은 고용차별금지법에 대한 성직자 제외와 관련한 미국 대법원 사건이다.
이 소송은 다음과 같은 호산나-타버 복음 루터 교회와 학교 대 평등고용기회위원회(2012년)에서의 대법원의 이전 결정을 유지하는데 그것은 미국 헌법의 [종교]설립[금지] 그리고 자유 행사 조항에 기반한 성직자 제외를 만든 것인데, 연방정부의 차별금지법이 종교 단체의 지도자에게 적용될 수 없다고 주장하면서 말이다.
대법원 사건 ‘우리 과들루프의 여인 학교 대 모리세이-베루’, 확정된 ‘성 제임스 학교 대 비엘’(법원 기록 19–348)에 뒤따른 그 사건, 둘모두는 다음과 같은 것을 규정했던 미국 항소법원 제9 순회지구의 판결에서 나왔는데 그것은 연방정부의 차별금지법은 다음과 같은 종교 단체 내의 다른 사람들에게 적용된다는 판결인데 그 사람들은 중요한 종교적 역할을 하지만 직책이 없는 혹은 ‘호산나-타버’의 종교 지도자로 되기 위해 훈련을 하는 사람이다.
2018년에, ‘성 제임스 학교 대 비엘’에서, 미국 항소 법원 제9순회지구는 성직자 제외를 사용하는 것을 거부했는데 다음과 같은 초등학교 교사의 장애 차별 소송을 막기 위해서 그랬고 그 교사는 “가톨릭 신앙에 대한 교재를 사용해서, 일주일에 나흘, 하루에 약 30분 간 종교를 가르쳤다.“  
‘호산나-타버’에 따른 그 판결에 그 종교 단체는 불복했다.
대법원은 2020년 7월 8일에 다음과 같은 ‘우리 과들루프의 여인 학교 대 모리세이-베루’라고 불리는 7대2 판단으로 판결했는데 그것은 제9순회지구의 판결을 뒤집는 판결이었고, 개인은 중요한 종교적 역할을 수행할 수 있다는, ‘호산나-타버’의 원칙을 고수하면서 그랬는데 고용차별금지법 상의 성직자 제외를 만족시키는 종교적 지도자의 직책을 비록 가지지 않거나 그 훈련 중이더라도 말이다.